# Scottish Premier League 2005-2006
La Scottish Premier League 2005-2006 (denominata per ragioni di sponsorizzazione Bank of Scotland Scottish Premier League) è stata la 109ª edizione della massima serie del campionato scozzese di calcio, disputato tra il 30 luglio 2005 e il 7 maggio 2006 e concluso con la vittoria del Celtic, al suo quarantesimo titolo.
Capocannoniere del torneo è stato Kris Boyd (Kilmarnock e, dopo il mercato invernale, Rangers) con 32 reti.

## Stagione

### Novità
Il Falkirk, trionfatore della Scottish First Division 2004-2005 rimpiazzò il retrocesso Dundee.

### Formula
La stagione era divisa in due fasi: nella prima fase le dodici squadre partecipanti si incontrarono tra di loro per tre volte, per un totale di 33 incontri per squadra. Nella seconda fase venivano disputate le poule per il titolo e quelle per la retrocessione: alla poule per il titolo partecipavano le prime sei classificate, alla poule retrocessione le ultime sei; veniva conservato il punteggio della prima fase; in questa seconda fase le sei squadre di ogni girone incontrarono le altre in gare di sola andata per un totale di cinque ulteriori incontri.
Al termine della stagione la squadra ultima classificata retrocedeva.

## Squadre partecipanti
| Club        | Stagione | Città       | Stadio             | Stagione precedente                           |
| ----------- | -------- | ----------- | ------------------ | --------------------------------------------- |
| Aberdeen    | dettagli | Aberdeen    | Pittodrie Stadium  | 4º posto in Scottish Premier League           |
| Celtic      | dettagli | Glasgow     | Celtic Park        | 2º posto in Scottish Premier League           |
| Dundee Utd  | dettagli | Dundee      | Tannadice Park     | 9º posto in Scottish Premier League           |
| Dunfermline | dettagli | Dunfermline | East End Park      | 11º posto in Scottish Premier League          |
| Falkirk     | dettagli | Falkirk     | Falkirk Stadium    | 1º posto in Scottish First Division, promosso |
| Hearts      | dettagli | Edimburgo   | Tynecastle Stadium | 5º posto in Scottish Premier League           |
| Hibernian   | dettagli | Edimburgo   | Easter Road        | 3º posto in Scottish Premier League           |
| Inverness   | dettagli | Inverness   | Caledonian Stadium | 8º posto in Scottish Premier League           |
| Kilmarnock  | dettagli | Kilmarnock  | Rugby Park         | 7º posto in Scottish Premier League           |
| Livingston  | dettagli | Livingston  | Almondvale Stadium | 10º posto in Scottish Premier League          |
| Motherwell  | dettagli | Motherwell  | Fir Park           | 6º posto in Scottish Premier League           |
| Rangers     | dettagli | Glasgow     | Ibrox Stadium      | 1º posto in Scottish Premier League           |

## Stagione regolare

### Classifica finale
Fonte:
|  | Pos. | Squadra     | Pt | G  | V  | N  | P  | GF | GS | DR  |
|  | ---- | ----------- | -- | -- | -- | -- | -- | -- | -- | --- |
|  | 1.   | Celtic      | 85 | 33 | 27 | 4  | 2  | 88 | 31 | +57 |
|  | 2.   | Hearts      | 65 | 33 | 19 | 8  | 6  | 64 | 27 | +37 |
|  | 3.   | Rangers     | 62 | 33 | 18 | 8  | 7  | 59 | 34 | +25 |
|  | 4.   | Hibernian   | 52 | 33 | 16 | 4  | 13 | 56 | 45 | +11 |
|  | 5.   | Kilmarnock  | 51 | 33 | 14 | 9  | 10 | 59 | 56 | +3  |
|  | 6.   | Aberdeen    | 48 | 33 | 12 | 12 | 9  | 39 | 36 | +3  |
|  | 7.   | Motherwell  | 44 | 33 | 12 | 8  | 13 | 50 | 55 | -5  |
|  | 8.   | Inverness   | 43 | 33 | 10 | 13 | 10 | 45 | 38 | 7   |
|  | 9.   | Dundee Utd  | 32 | 33 | 7  | 11 | 15 | 39 | 58 | -19 |
|  | 10.  | Falkirk     | 25 | 33 | 6  | 7  | 20 | 31 | 61 | -30 |
|  | 11.  | Dunfermline | 23 | 33 | 5  | 8  | 20 | 26 | 63 | -37 |
|  | 12.  | Livingston  | 15 | 33 | 3  | 6  | 24 | 20 | 72 | -52 |

Legenda:
      Ammesse alla poule per il titolo
      Ammesse alla poule salvezza
Regolamento:
Tre punti a vittoria, uno a pareggio, zero a sconfitta.
A parità di punti, le posizioni in classifica venivano determinate sulla base della differenza reti.

## Poule per il titolo/salvezza

### Classifica finale
Fonte:
|  | Pos. | Squadra     | Pt | G  | V  | N  | P  | GF | GS | DR  |
|  | ---- | ----------- | -- | -- | -- | -- | -- | -- | -- | --- |
|  | 1.   | Celtic      | 91 | 38 | 28 | 7  | 3  | 93 | 37 | +56 |
|  | 2.   | Hearts      | 74 | 38 | 22 | 8  | 8  | 71 | 31 | +40 |
|  | 3.   | Rangers     | 73 | 38 | 21 | 10 | 7  | 67 | 37 | +30 |
|  | 4.   | Hibernian   | 56 | 38 | 17 | 5  | 16 | 61 | 56 | +5  |
|  | 5.   | Kilmarnock  | 55 | 38 | 15 | 10 | 13 | 63 | 64 | -1  |
|  | 6.   | Aberdeen    | 54 | 38 | 13 | 15 | 10 | 46 | 40 | +6  |
|  |      |             |    |    |    |    |    |    |    |     |
|  | 7.   | Inverness   | 58 | 38 | 15 | 13 | 10 | 51 | 38 | +13 |
|  | 8.   | Motherwell  | 49 | 38 | 13 | 10 | 15 | 55 | 61 | -6  |
|  | 9.   | Dundee Utd  | 33 | 38 | 7  | 12 | 19 | 41 | 66 | -25 |
|  | 10.  | Falkirk     | 33 | 38 | 8  | 9  | 21 | 35 | 64 | -29 |
|  | 11.  | Dunfermline | 33 | 38 | 8  | 9  | 21 | 33 | 68 | -35 |
|  | 12.  | Livingston  | 18 | 38 | 4  | 6  | 28 | 25 | 79 | -54 |

Legenda:
      Campione di Scozia e qualificata alla fase a gironi della UEFA Champions League 2006-2007.
      Qualificata al secondo turno preliminare della UEFA Champions League 2006-2007.
      Qualificata al primo turno della Coppa UEFA 2006-2007.
      Qualificata al secondo turno della Coppa Intertoto UEFA 2006.
      Retrocessa in Scottish First Division 2006-2007.
Regolamento:
Tre punti a vittoria, uno a pareggio, zero a sconfitta.
A parità di punti, le posizioni in classifica venivano determinate sulla base della differenza reti.

## Statistiche

### Squadre

#### Capoliste solitarie
|    | —— | ——     | ——     | ——     | ——     | ——     | ——     | ——     | ——     | ——     | ——     | ——  | ——  | ——     | ——     | ——     | ——     | ——     | ——     | ——     | ——     | ——     | ——     | ——     | ——     | ——     | ——     | ——     | ——     | ——     | ——     | ——     | ——     | ——     | ——     | ——     | ——     | —— |  |
|    |    | Hearts | Hearts | Hearts | Hearts | Hearts | Hearts | Hearts | Hearts | Hearts | Hearts |     |     | Celtic | Celtic | Celtic | Celtic | Celtic | Celtic | Celtic | Celtic | Celtic | Celtic | Celtic | Celtic | Celtic | Celtic | Celtic | Celtic | Celtic | Celtic | Celtic | Celtic | Celtic | Celtic | Celtic | Celtic |    |  |
|    |    |        |        |        |        |        |        |        |        |        |        |     |     |        |        |        |        |        |        |        |        |        |        |        |        |        |        |        |        |        |        |        |        |        |        |        |        |    |  |
|    |    |        |        |        |        |        |        |        |        |        |        |     |     |        |        |        |        |        |        |        |        |        |        |        |        |        |        |        |        |        |        |        |        |        |        |        |        |    |  |
| 1ª | 2ª | 3ª     | 4ª     | 5ª     | 6ª     | 7ª     | 8ª     | 9ª     | 10ª    | 11ª    | 12ª    | 13ª | 14ª | 15ª    | 16ª    | 17ª    | 18ª    | 19ª    | 20ª    | 21ª    | 22ª    | 23ª    | 24ª    | 25ª    | 26ª    | 27ª    | 28ª    | 29ª    | 30ª    | 31ª    | 32ª    | 33ª    | 34ª    | 35ª    | 36ª    | 37ª    | 38ª    |    |  |

### Individuali

#### Classifica marcatori
Fonte:
| Gol |  |  | Giocatore         | Squadra                      |
| --- |  |  | ----------------- | ---------------------------- |
| 32  |  |  | Kris Boyd         | Kilmarnock (15)/Rangers (17) |
| 18  |  |  | John Hartson      | Celtic                       |
| 16  |  |  | Derek Riordan     | Hibernian                    |
| 16  |  |  | Maciej Żurawski   | Celtic                       |
| 16  |  |  | Rudolf Skácel     | Hearts                       |
| 16  |  |  | Craig Dargo       | Inverness                    |
| 14  |  |  | Paul Hartley      | Hearts                       |
| 14  |  |  | Peter Løvenkrands | Rangers                      |
| 13  |  |  | Steven Naismith   | Kilmarnock                   |
| 13  |  |  | Shaun Maloney     | Celtic                       |
| 12  |  |  | Mark Burchill     | Dunfermline                  |
| 11  |  |  | Richie Foran      | Motherwell                   |

#### Giocatore del mese
Di seguito i vincitori.
| Mese      | Giocatore         | Squadra    |
| --------- | ----------------- | ---------- |
| Agosto    | Rudolf Skácel     | Hearts     |
| Settembre | Andy Webster      | Hearts     |
| Ottobre   | Stilijan Petrov   | Celtic     |
| Novembre  | Kris Boyd         | Kilmarnock |
| Dicembre  | Peter Løvenkrands | Rangers    |
| Gennaio   | Kris Boyd         | Rangers    |
| Febbraio  | Maciej Żurawski   | Celtic     |
| Marzo     | Steven Naismith   | Kilmarnock |
| Aprile    | Paul Hartley      | Hearts     |

### Media spettatori
Fonte:
| Club        | Pos. | Media  |
| ----------- | ---- | ------ |
| Celtic      | 1    | 58 149 |
| Rangers     | 2    | 49 245 |
| Hearts      | 3    | 16 767 |
| Hibernian   | 4    | 13 816 |
| Aberdeen    | 3    | 12 727 |
| Dundee Utd  | 6    | 8 197  |
| Kilmarnock  | 7    | 7 070  |
| Dunfermline | 8    | 6 260  |
| Motherwell  | 9    | 6 250  |
| Falkirk     | 10   | 5 515  |
| Inverness   | 11   | 5 061  |
| Livingston  | 12   | 4 938  |